# Jaroslav Heyrovský
Jaroslav Heyrovský (AFI: [ˈjaroslaf ˈɦɛjrofski:]ⓘ) (Praga, Imperio austrohúngaro, 20 de diciembre de 1890 - Praga, Checoslovaquia, 27 de marzo de 1967) fue un químico, inventor y profesor universitario checoslovaco galardonado con el Premio Nobel de Química del año 1959 por el descubrimiento del método de análisis químico denominado polarografía.

## Biografía

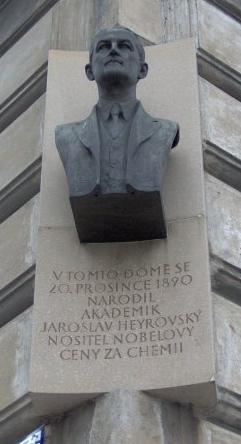
Memorial en honor de Jaroslav Heyrovský en Praga

Nació en la ciudad de Praga, ciudad que en aquellos momentos formaba parte del Imperio austrohúngaro pero que hoy en día es la capital de la República Checa.
Inició sus estudios de física, química y matemáticas en la Universidad de Praga, trasladándose en 1910 a la Universidad de Londres, donde se licenció en 1913 bajo la supervisión de William Ramsay.
Durante la Primera Guerra Mundial realizó el servicio militar en un hospital militar como radiólogo y a su finalización realizó el doctorado en Praga en 1918 y un máster posterior en Londres en 1921, ambos sobre electroquímica. En 1926 fue nombrado profesor titular de fisicoquímica en la Universidad de Praga.
En 1926 Heyrovský se casó con Marie Koranová, y tuvieron dos hijos: Judith y Michael.
Heyrovský murió el 27 de marzo de 1967 en su residencia de Praga, en aquellos momentos capital de Checoslovaquia, y fue enterrado en el cementerio Vyšehrad en su natal Praga.

## Investigaciones científicas
En 1920 fue invitado por el profesor B. Kucera a estudiar las anomalías de las curvas electrocapilares determinadas por el método del peso de la gota de mercurio. Las investigaciones realizadas sobre las curvas de intensidad de corriente-tensión le permitieron entrever muy pronto un nuevo y prometedor método analítico de análisis. En 1925 dio a conocer un aparato automático para el registro de estas curvas, ideado en colaboración con el japonés Masuzo Shikata, al que bautizó como polarógrafo y con el cual se reducía la duración de muchos análisis electroquímicos.
En 1959 fue galardonado con el Premio Nobel de Química por el descubrimiento y desarrollo del método analítico de polarografía.

## Reconocimientos
- En su honor se bautizó el cráter Heyrovský sobre la superficie de la Luna.
- Así mismo, el asteroide (3069) Heyrovský recibió este nombre en su memoria.